# 嚴重特殊傳染性肺炎疫情對臺灣經濟的影響

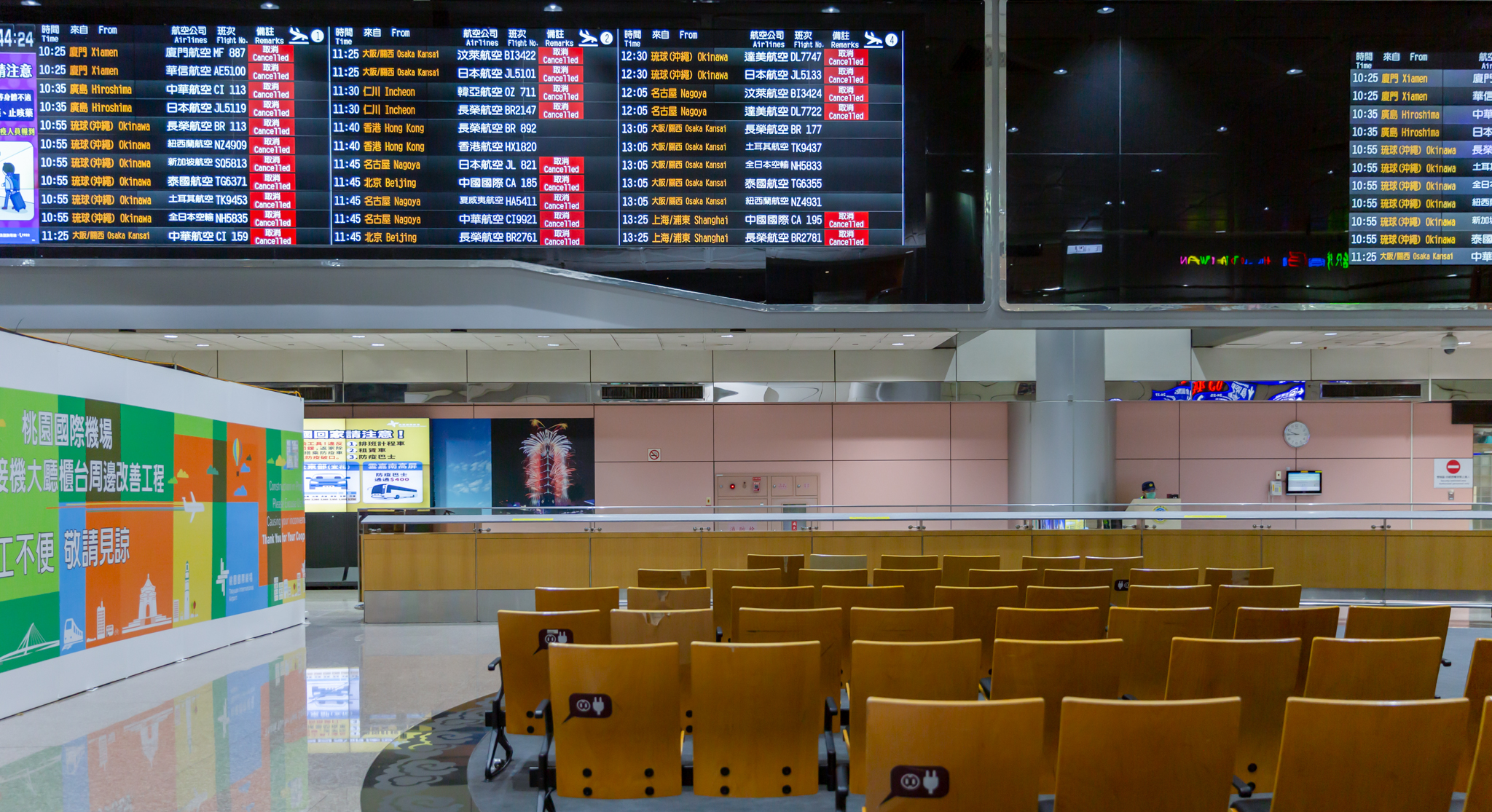
2020年4月7日上午的桃園機場大廳，動態看板顯示多數航班取消

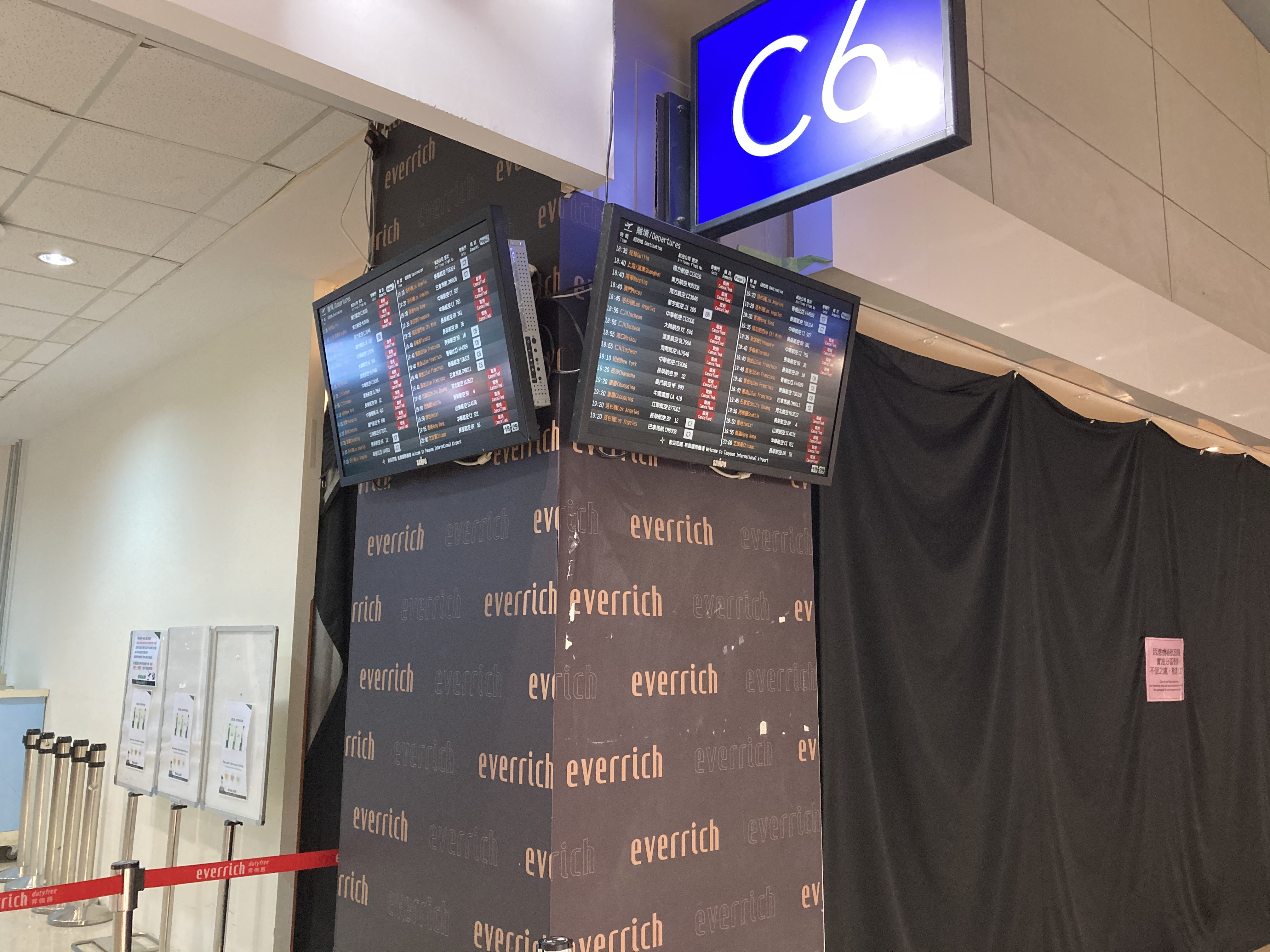
2020年8月16日臺灣桃園國際機場第二航廈C6登機口的電子布告板，螢幕顯示多數航班取消

嚴重特殊傳染性肺炎疫情對臺灣經濟的影響是指中華民國因為2019冠狀病毒病臺灣疫情而產生的相關經濟影響。

## 2020年
- 1月30日開工日，加權股價指數可能受此次疫情影響，暴跌696點，跌幅達5.75%，創下了單日最大跌點紀錄[1]。

- 3月22日，主計總處同日公布3月失業率3.72%（2月份失業率3.70%），經調整季節變動因素後的失業率則為3.76%（2月份失業率3.70%）。失業率連續2個月走揚[2][3][4]。

- 3月23日臺股開盤重挫約500點，隨後國安基金進場護盤，終場下跌344.06點，收在8890.03點[5]。

- 4月4日桃園機場受到疫情影響，入、出境旅客人數分別為562人及399人，共計961人，創下桃園機場啟用41年來首度少於千人出入境[6][7]。13日入出境旅客為813人次。14日為669人次，一航站入境人數掛零；全臺灣國際機場入出境總人數722人，創下歷史新低紀錄[8]。4月17日，機場公司為節約實體管理、維護與作業人力成本，經審慎評估，考量各方面影響層面最小之方案，同日停用之20處登機門分別為於二座航廈末端（停用包括第一航廈A1-A4、B1-B6、第二航廈C6-C10、D6-D10共20個登機門）[9]。

- 4月21日，臺灣公股銀行至同日止，已收到13,759戶的紓困貸款申請案，其中已核准10,120戶，核准率73.55%(規模達新台幣2923.9億元)，已受理但否決戶數比率則為0.6% [10][11]。

- 6月10日，財政部同日公布5月全國賦稅收入新臺幣2,283億元，年減44.1%，累計前5個月實際徵收淨額為7,479億元，亦年減15.4%[12][13]。

- 6月16日，鑒於出口商進場拋匯及外資匯入，帶動新臺幣匯價續創2年新高，新臺幣兌換美元，同日收盤價逾29.704元，升值6.6分，台北及元太外匯市場總成交金額達14.16億美元[14]。

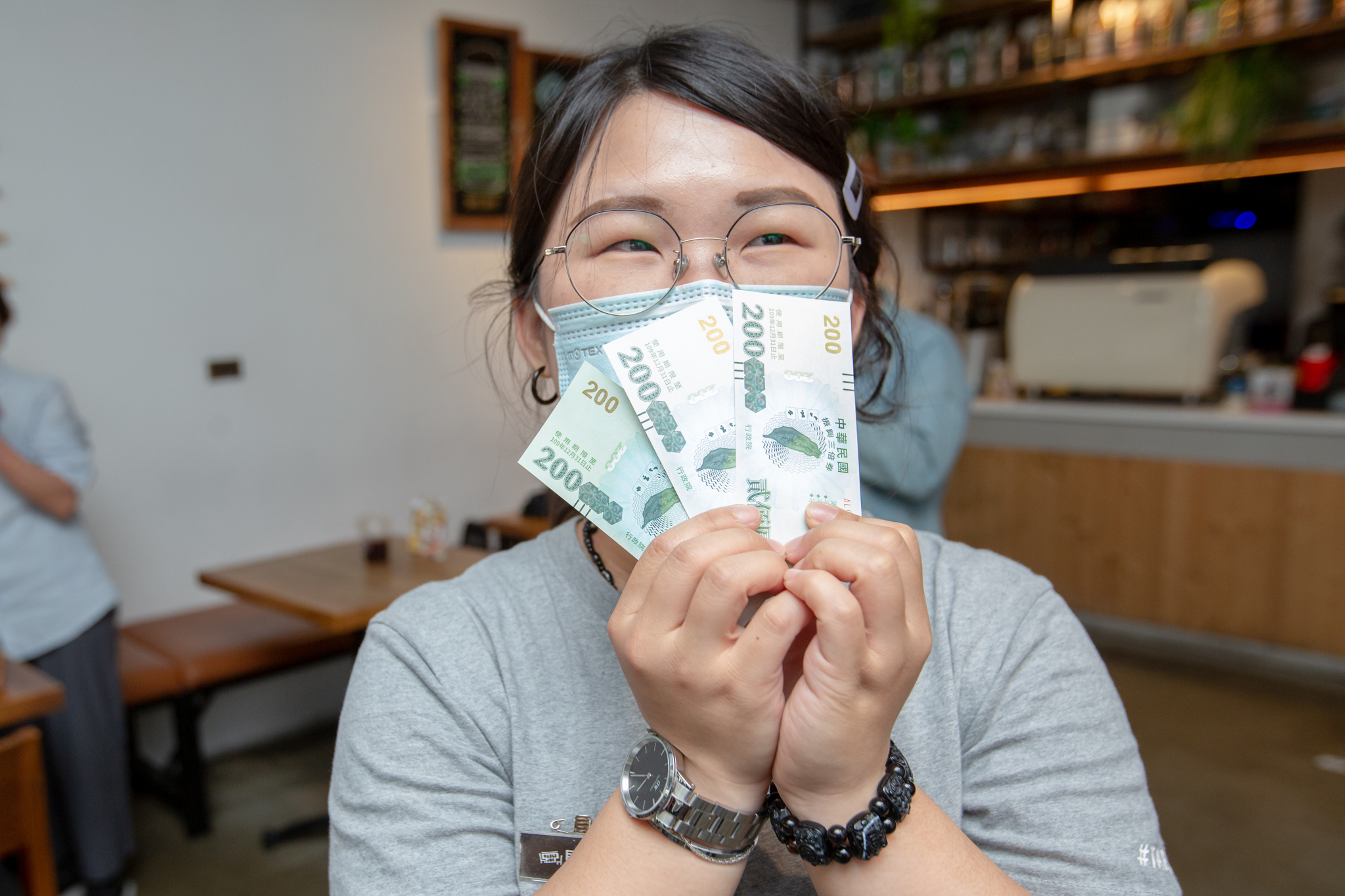
為了刺激內需產業的消費，行政院推出振興三倍券政策。

- 7月15日，為了振興因疫情而衰弱的經濟發行的振興三倍券開始發行、使用[15]。

- 7月27日，台積電股價開盤大漲，在買盤追價下，股價直接攻漲停，來到424.5元。台灣加權股價指數也跟著創高，來到12686.36點，雙雙同步創下歷史新高。終場加權股價指數上漲284.26點，收12588.3點[16]。28日，台積電直接攻漲停到466.5元，帶動大盤漲至13031.7點，單日交易量也超過2000年1月11日的3,256億元，再度刷新歷史天量紀錄。加權股價指數終場收盤為12,586.73點，下跌1.57點，成交值為3,432.52億元[17]。

- 11月9日，市場預期美中貿易戰將緩和，美股期貨勁揚帶動台股價量齊揚，台灣加權股價指數盤中最高來到13149.9點，終場上漲153.94點，收在13127.47點，盤中及收盤同創歷史新高[18]。

## 2021年
- 2020年全年，台湾经济成长率估計为2.98%，成为新冠疫情期间全球表现最强劲的经济体之一，并在30年来經濟增長率首次超过中国大陆[19]。

- 2021年5月12日，因台灣疫情升溫導致恐慌性賣壓，台股盤中一度崩跌1417.86點，創史上最大盤中跌點；終場收跌680.76點，成交值新台幣7727.72億元再創新天量[20]。